# Houten Castellum vasútállomás
Houten Castellum vasútállomás vasútállomás Hollandiában, Houten községben,  településen.

## Vasútvonalak
Az állomást az alábbi vasútvonalak érintik:
- Utrecht–Boxtel-vasútvonal

## Kapcsolódó állomások
A vasútállomáshoz az alábbi állomások vannak a legközelebb:
- Houten vasútállomás
- Culemborg vasútállomás